# Wolf Larson
Wolf Larson, właściwie Wolfgang von Wyszecki (ur. 22 grudnia 1959 w Berlinie Zachodnim) – kanadyjski aktor, producent filmowy i scenarzysta niemieckiego pochodzenia.

## Życiorys

### Wczesne lata
Urodził się w Berlinie Zachodnim jako najstarsze dziecko i jedyny syn doktora matematyki i fizyki Güntera Wyszeckiego i pochodzącej ze Skandynawii Ingeborg. Jego rodzice poznali się w Berlinie, gdzie ojciec stacjonował przez sześć lat. Ma dwie młodsze siostry (ur. 1965) i (ur. 1967). W 1961 jego rodzina przeprowadziła się do Kanady, gdzie ojciec został dyrektorem wydziału fizyki stosowanej i zawarł porozumienie o współpracy z prestiżowym Rządem Federalnym Kanady.
Dorastał w Ottawie, w Kanadzie. W dzieciństwie często chorował na anginę, ze względu na stan zdrowia odbył indywidualny tok nauczania z prywatnym nauczycielem. W wieku 14 lat miał usunięte migdałki. Został bardzo popularnym kapitanem drużyny piłkarskiej i rozwijał swoje umiejętności aktorskie i teatralne. Miał ambicje aktorskie i skoncentrowany był na sportach. Uczęszczał na Uniwersytet Queen w Kingston, w Ontario, na wydziale ekonomii i statystyki. Edukację kontynuował przez dwa lata na Uniwersytecie Stanu Nevada w Las Vegas na wydziale Magisterskich Studiów Menedżerskich i otrzymał pracę na Wall Street.

### Kariera
W 1985 przeniósł się do Los Angeles, gdzie został dostrzeżony przez agenta i łowcę talentów aktorskich Roberta Marcucci, rozpoczął zdjęcia do produkcji wideo/kalendarza zwanego „Future World Productions”. Dorabiał jako kaskader i kelner w nocnym klubie z występami tancerzy Chippendales. Uczył się w klasie aktorskiej w Los Angeles.
Swoją karierę aktorską na małym ekranie zapoczątkował gościnnym udziałem w dwóch popularnych operach mydlanych – ABC Dynastia (Dynasty, 1985) w roli sekretarza Alexis Colby (Joan Collins) i NBC Santa Barbara (1986) oraz serialu sensacyjnym CBS Simon i Simon (Simon & Simon, 1986).
Zadebiutował na kinowym ekranie w filmie przygodowym Bilet na Hawaje (Hard Ticket to Hawaii, 1987) z udziałem Ronna Mossa i Hope Marie Carlton. Wzbudził sympatię widzów jako dziewiętnasty w historii filmu Tarzan w serialu Przygody Tarzana (Tarzán, 1991-94).
Jego zdjęcie trafiło do kalendarza „Skin Deep” na rok 1992 i miesiąc luty. W czerwcu 1992 pojawił się w magazynie „Playgirl”.
W serialu Gorączka w mieście (L.A. Heat, 1999) zagrał postać impulsywnego detektywa Chestera „Chase’a” McDonalda.

### Życie prywatne
30 marca 1998 poślubił Carolyn J Larson.
W 2003 został dyrektorem American Academy of Acting. Prowadził także szkolenia ekonomii i biznesu.
Kiedy nie zajmuje się aktorstwem lub biznesem, uprawia sporty takie jak golf, baseball, piłka nożna, piłka siatkowa, koszykówka, hokej na rolkach i łyżwiarstwo.

## Filmografia

### Filmy fabularne
- 1987: Bilet na Hawaje (Hard Ticket to Hawaii) jako Jimmy-John Jackson
- 1988: Picasso Trigger jako Jimmy-John
- 1990: Szaleję za tobą (Mad About You) jako Jeff Clark
- 1995: Śladami mordercy (Tracks of a Killer) jako Patrick Hausman
- 1996: Bezlitosny (Expect No Mercy) jako Warbeck
- 2000: Castlerock jako Cade
- 2001: Grupa specjalna (The Elite) jako Griffin
- 2001: Megoddo: Kod Omega 2 jako agent FBI
- 2002: Shakedown jako agent Alec ‘Mac’ MacKay
- 2006: Special Ops: Delta Force jako Tolliver

### Filmy TV
- 1996: Hostile Force jako Tony Reineke
- 1998: Łowcy burz (Storm Chasers: Revenge of the Twister) jako Will Stanton
- 1999: Crash i Byrnes (Crash and Byrnes) jako były agent CIA Jack ‘Crash’ Riley
- 2001: Lawina (Avalanche Alley, TV) jako Alex

### Seriale TV
- 1985: Dynastia (Dynasty) jako Bruce, sekretarz Alexis Colby
- 1986: Simon i Simon (Simon & Simon) jako młody Chuck Williams
- 1986: Santa Barbara
- 1991-94: Przygody Tarzana (Tarzán) jako Tarzan
- 1994: Thunder Alley jako Clay
- 1994: Przygoda na Dzikim Zachodzie (The Adventures of Brisco County Jr.) jako Berkey
- 1999: Gorączka w mieście (L.A. Heat) jako detektyw Chester ‘Chase’ McDonald
- 2000: Operacja wieczność (Code Name: Eternity) jako Myroc
- 2004: Creating America’s Next Hit Television Show jako Walter Montgomery #3
- 2004: Agent w spódnicy (She Spies) jako Justin Decker